# Kees van Twist
Kees van Twist (Boskoop, 5 augustus 1953) is een Nederlandse journalist en museumdirecteur.
Van Twist studeerde enige jaren geschiedenis aan de Universiteit van Amsterdam, maar maakte deze studie niet af en stapte over naar de journalistiek. Hij was actief in de Politieke Partij Radikalen (PPR) en was van november 1977 tot juli 1978 secretaris-buitenland in het hoofdbestuur. Tussen 1978 en 1983 werkte hij als redacteur bij weekbladen, kranten en de omroep IKON. In 1984 stapte hij over naar de buitenlandredactie van de NOS, maar vertrok een jaar later naar de VARA-televisie, waar hij hoofd Kunst en Cultuur werd. In 1985 werd Van Twist manager Cultuur en Amusement bij de AVRO.
Sinds 1999 was Van Twist directeur van het Groninger Museum. Daarnaast was hij onder meer voorzitter van het bestuur van het Oerol Festival, lid van de Raad van Toezicht van de Hanzehogeschool in Groningen en voorzitter van de Benoemingsadviescommissie van de Raad voor Cultuur. Samen met Ad 's-Gravesande stichtte hij in 2006 de Omroep voor Kunst en Cultuur. Sinds 2007 was Van Twist als cultureel attaché verbonden aan het Nederlands consulaat in New York. Hier haakte hij na een jaar af om zijn oude baan bij het Groninger Museum terug te krijgen, een optie die hij vooraf bedongen had. Naar zijn zeggen klikte het niet tussen hem en Buitenlandse Zaken. Van Twist kreeg naar aanleiding van deze beslissing veel kritiek te verduren.
In december 2011 kondigde Van Twist aan dat hij ontslag nam als directeur van het Groninger Museum. Zijn positie was onhoudbaar geworden, nadat was gebleken dat het museum een fors tekort had. De gemeente Groningen, de belangrijkste subsidiegever, had aangegeven er geen vertrouwen meer in te hebben dat Van Twist in staat zou zijn de problemen op te lossen.